# Liste des circonscriptions législatives du Pas-de-Calais
Le département français du Pas-de-Calais est, sous la Cinquième République, constitué de quatorze circonscriptions législatives de 1958 à 2012, puis de douze circonscriptions depuis le redécoupage de 2010, entré en application à compter des élections législatives de 2012.

## Présentation
Par ordonnance du 13 octobre 1958 relative à l'élection des députés à l'Assemblée nationale, le département du Pas-de-Calais est d'abord constitué de quatorze circonscriptions électorales. 
Lors des élections législatives de 1986 qui se sont déroulées selon un mode de scrutin proportionnel à un seul tour par listes départementales, le nombre de quatorze sièges du Pas-de-Calais a été maintenu.
Le retour à un mode de scrutin uninominal majoritaire à deux tours en vue des élections législatives suivantes, a maintenu ce nombre de quatorze sièges,, mais selon un nouveau découpage électoral.
Le redécoupage des circonscriptions législatives réalisé en 2010, prenant en compte les récentes modifications cantonales et entrant en application à compter des élections législatives de juin 2012, a modifié le nombre et la répartition des circonscriptions du Pas-de-Calais, réduit à douze du fait de la sur-représentation démographique du département.

## Composition des circonscriptions

### Composition des circonscriptions de 1958 à 1986
À compter de 1958, le département du Pas-de-Calais comprend quatorze circonscriptions regroupant les cantons et communes suivants :
- 1re circonscription : Arras-Nord, Arras-Sud, Vimy (moins les communes d'Avion, Eleu-dit-Leauwette, Gavrelle, Izel-lès-Equerchin, Neuvireuil, Oppy, Quiéry-la-Motte).
- 2e circonscription : Avesnes-le-Comte, Bapaume, Beaumetz-lès-Loges, Bertincourt, Croisilles, Marquion, Pas-en-Artois, Vitry-en-Artois (plus les communes de Gavrelle, Izel-lès-Equerchin, Neuvireuil, Oppy, Quiéry-la-Motte).
- 3e circonscription : Aubigny-en-Artois, Auxi-le-Château, Heuchin, Le Parcq, Saint-Pol-sur-Ternoise.
- 4e circonscription : Campagne-lès-Hesdin, Étaples, Fruges, Hesdin, Hucqueliers, Montreuil.
- 5e circonscription : Boulogne-Sud, Desvres, Samer.
- 6e circonscription : Boulogne-Nord, Ardres, Guines, Lumbres, Marquise.
- 7e circonscription : Audruicq, Calais-Nord-Ouest, Calais-Sud-Est.
- 8e circonscription : Aire, Fauquembergues, Saint-Omer-Nord, Saint-Omer-Sud, Norrent-Fontes (moins les communes d'Auchel, Cauchy-à-la-Tour, Lozinghem).
- 9e circonscription : Béthune, Lillers (plus les communes d'Auchel, Cauchy-à-la-Tour, Lozinghem).
- 10e circonscription : Communes de : Barlin, Bouvigny-Boyeffles, Bruay-en-Arlois, Drouvin-le-Marais, Fresnicourt-le-Dolmen, Gosnay, Gouy-Servins, Haillicourt, Ilersin-Coupigny, Hesdigneul-lès-Béthune, Houchain, Labuissière, Maisnil-lès-Ruitz, Marles-les-Mines, Nœux-les-Mines, Ruitz, Sains-en-Gohelle, Servins, Vaudricourt.
- 11e circonscription :  Cambrin, Laventie, Lens (moins les communes de Billy-Montigny, Fouquières-lès-Lens, Lens, Loison-sous-Lens, Noyelles-sous-Lens, Sallaumines).
- 12e circonscription :  Liévin (plus les communes d'Avion et d'Eleu-dit-Leauwette).
- 13e circonscription :  Communes de : Billy-Montigny, Fouquières-lès-Lens, Lens, Loison-sous-Lens, Noyelles-sous-Lens, Sallaumines.
- 14e circonscription : Carvin

### Composition des circonscriptions de 1986 à 2012

#### Carte des circonscriptions de 1986

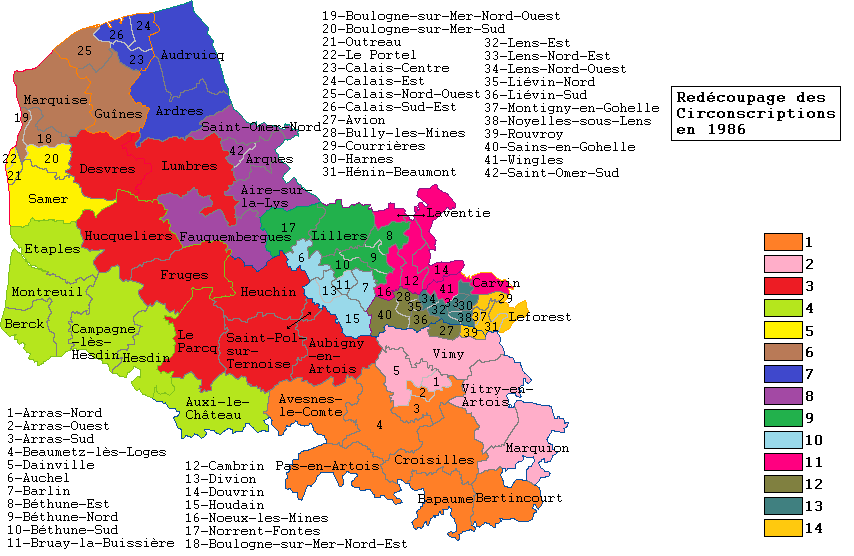
Composition des 14 Circonscriptions du Pas-de-Calais en 1986

Le département du Pas-de-Calais, en 1986 est découpé en 14 Circonscriptions législatives.

#### Composition détaillée des circonscriptions de 1986 à 2012 par cantons
| Circonscriptions | Cantons |
| ---------------- | --- |
| 1re              | Arras-Ouest, Arras-Sud, Avesnes-le-Comte, Bapaume, Beaumetz-lès-Loges, Bertincourt, Croisilles, Pas-en-Artois |
| 2e               | Arras-Nord, Dainville, Marquion, Vimy, Vitry-en-Artois                                                        |
| 3e               | Aubigny-en-Artois, Desvres, Fruges, Heuchin, Hucqueliers, Lumbres, Le Parcq, Saint-Pol-sur-Ternoise           |
| 4e               | Auxi-le-Château, Berck, Campagne-lès-Hesdin, Étaples, Hesdin, Montreuil                                       |
| 5e               | Boulogne-sur-Mer-Sud, Outreau, Le Portel, Samer                                                               |
| 6e               | Boulogne-sur-Mer-Nord-Est, Boulogne-sur-Mer-Nord-Ouest, Calais-Nord-Ouest, Guînes, Marquise                   |
| 7e               | Ardres, Audruicq, Calais-Centre, Calais-Est, Calais-Sud-Est                                                   |
| 8e               | Aire-sur-la-Lys, Arques, Fauquembergues, Saint-Omer-Nord, Saint-Omer-Sud                                      |
| 9e               | Béthune-Est, Béthune-Nord, Béthune-Sud, Lillers, Norrent-Fontes                                               |
| 10e              | Auchel, Barlin, Bruay-la-Buissière, Divion, Houdain                                                           |
| 11e              | Cambrin, Carvin, Douvrin, Laventie, Nœux-les-Mines, Wingles                                                   |
| 12e              | Avion, Bully-les-Mines, Liévin-Nord, Liévin-Sud, Sains-en-Gohelle                                             |
| 13e              | Harnes, Lens-Est, Lens-Nord-Est, Lens-Nord-Ouest, Noyelles-sous-Lens                                          |
| 14e              | Courrières, Hénin-Beaumont, Leforest, Montigny-en-Gohelle, Rouvroy                                            |

### Composition des circonscriptions à compter de 2012
Depuis le nouveau découpage électoral, le département comprend douze circonscriptions regroupant les cantons suivants :
| Circonscriptions | Cantons |
| ---------------- | --- |
| 1re              | Aubigny-en-Artois, Auxi-le-Château, Avesnes-le-Comte, Bapaume, Beaumetz-lès-Loges, Bertincourt, Croisilles, Marquion, Pas-en-Artois, Saint-Pol-sur-Ternoise, Vitry-en-Artois |
| 2e               | Arras-Nord, Arras-Ouest, Arras-Sud, Dainville, Vimy |
| 3e               | Avion, Harnes, Lens-Est, Lens-Nord-Est, Lens-Nord-Ouest, Noyelles-sous-Lens                                                                                                  |
| 4e               | Berck, Campagne-lès-Hesdin, Étaples, Fruges, Hesdin, Hucqueliers, Le Parcq, Montreuil                                                                                        |
| 5e               | Boulogne-sur-Mer-Nord-Est, Boulogne-sur-Mer-Nord-Ouest, Boulogne-sur-Mer-Sud, Outreau, Le Portel, Samer                                                                      |
| 6e               | Ardres, Desvres, Fauquembergues, Guînes, Heuchin, Lumbres, Marquise |
| 7e               | Audruicq, Calais-Centre, Calais-Est, Calais-Nord-Ouest, Calais-Sud-Est |
| 8e               | Aire-sur-la-Lys, Arques, Auchel, Norrent-Fontes, Saint-Omer-Nord, Saint-Omer-Sud                                                                                             |
| 9e               | Béthune-Est, Béthune-Nord, Béthune-Sud, Laventie, Lillers |
| 10e              | Barlin, Bruay-la-Buissière, Divion, Houdain, Nœux-les-Mines, Sains-en-Gohelle                                                                                                |
| 11e              | Carvin, Courrières, Hénin-Beaumont, Leforest, Montigny-en-Gohelle, Rouvroy                                                                                                   |
| 12e              | Bully-les-Mines, Cambrin, Douvrin, Liévin-Nord, Liévin-Sud, Wingles |

À la suite du redécoupage des cantons de 2014, les circonscriptions législatives ne sont plus composées de cantons entiers mais continuent à être définies selon les limites cantonales en vigueur en 2010. Les circonscriptions sont ainsi composées des cantons actuels suivants :
- 1re circonscription : cantons d'Arras-3 (10 communes), Auxi-le-Château (15 communes), Avesnes-le-Comte (sauf commune de Duisans), Bapaume, Brebières (27 communes), Saint-Pol-sur-Ternoise (55 communes), communes de Bajus, Beaumetz-lès-Loges, Diéval, La Comté et Monchy-le-Preux

- 2e circonscription : cantons d'Arras-1 (sauf commune de Beaumetz-lès-Loges), Arras-2 (sauf commune de Monchy-le-Preux), Arras-3 (6 communes), Brebières (6 communes), Bully-les-Mines (4 communes) et Liévin (communes de Givenchy-en-Gohelle et Vimy), communes d'Acheville, Bois-Bernard et Duisans.

- 3e circonscription : cantons d'Avion (sauf commune d'Acheville et partie de Méricourt), Harnes (sauf communes de Bois-Bernard et Rouvroy), Lens, communes d'Estevelles, Loos-en-Gohelle et Pont-à-Vendin.

- 4e circonscription : cantons d'Auxi-le-Château (69 communes), Berck, Étaples, Fruges (25 communes) et Lumbres (24 communes).

- 5e circonscription : cantons de Boulogne-sur-Mer-1, Boulogne-sur-Mer-2, Desvres (9 communes) et Outreau
- 6e circonscription : cantons de Calais-2 (sauf quartiers calaisiens du Pont du Leu et de Virval, et communes des Attaques et de Coulogne), Desvres (43 communes), Fruges (18 communes), Lumbres (36 communes), Saint-Omer (7 communes) et Saint-Pol-sur-Ternoise (32 communes), communes d'Hallines, Hames-Boucres, Muncq-Nieurlet, Pihen-lès-Guînes et Recques-sur-Hem
- 7e circonscription : canton de Calais-1 (sauf Hames-Boucres et Pihen-lès-Guînes), Calais-3 et Marck (sauf communes de Muncq-Nieurlet et Recques-sur-Hem),  quartiers calaisiens du Pont du Leu et de Virval, commune des Attaques et de Coulogne
- 8e circonscription : cantons d'Aire-sur-la-Lys (sauf commune de Guarbecque), Fruges (9 communes), Lillers (11 communes), Longuenesse (sauf commune d'Hallines), Saint-Omer (9 communes), communes d'Auchel, Cauchy-à-la-Tour, Diéval et Lozinghem.
- 9e circonscription : cantons de Béthune, Beuvry (sauf Beuvry et Richebourg) et Lillers (11 communes), communes de Fouquereuil, Fouquières-lès-Béthune, Guarbecque et Lorgies.
- 10e circonscription : cantons d'Auchel (sauf communes d'Auchel, Cauchy-à-la-Tour, Diéval et Lozinghem), Bruay-la-Buissière (sauf communes de Bajus et La Comté), Bully-les-Mines (5 communes) et Nœux-les-Mines (sauf communes de Fouquereuil et de Fouquières-lès-Béthune), communes de Beuvry et de Sailly-Labourse.
- 11e circonscription : cantons de Carvin, Hénin-Beaumont-1 et Hénin-Beaumont-2, commune de Rouvroy et partie de la commune de Méricourt.
- 12e circonscription : cantons de Bully-les-Mines (3 communes), Douvrin (sauf communes de Lorgies et Sailly-Labourse), Liévin (communes d'Eleu-dit-Léauwette et Liévin) et Wingles (sauf communes d'Estevelles, Loos-en-Gohelle et Pont-à-Vendin), commune de Richebourg.